# Samtgemeinde Meinersen
La comunità amministrativa di Meinersen (Samtgemeinde Meinersen) si trova nel circondario di Gifhorn nella Bassa Sassonia, in Germania.

## Suddivisione
Comprende 4 comuni:
1. Hillerse
2. Leiferde
3. Meinersen
4. Müden (Aller)

Il capoluogo è Meinersen.